# Slavhandeln i Volgabulgariska riket

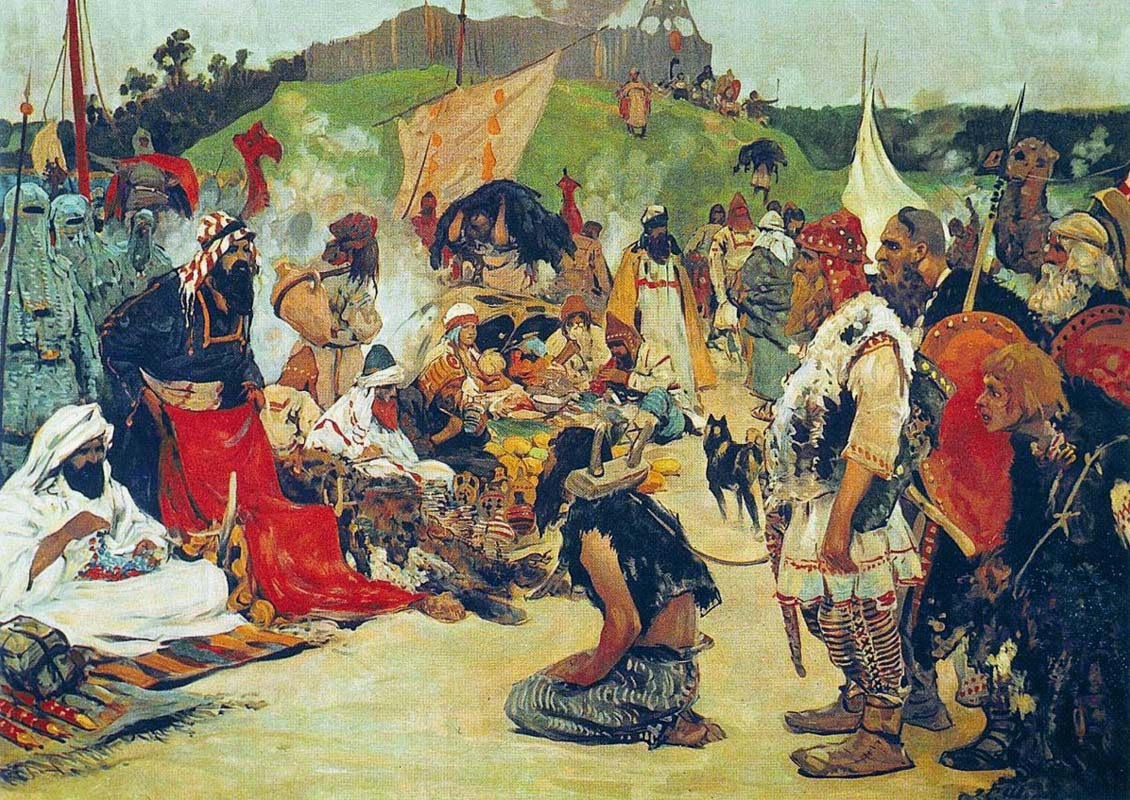
S. V. Ivanov. Trade negotiations in the country of Eastern Slavs. Pictures of Russian history. (1909)

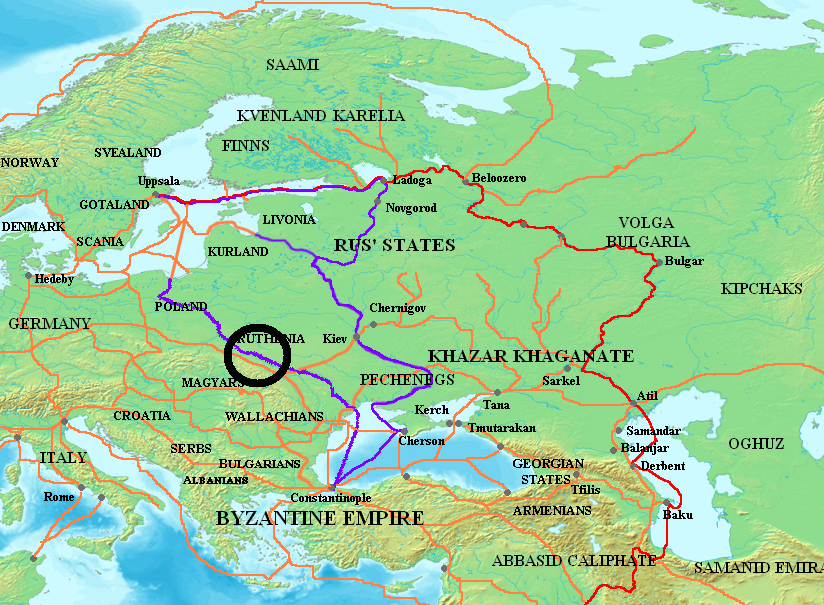
Grody czerwienskie szlaki

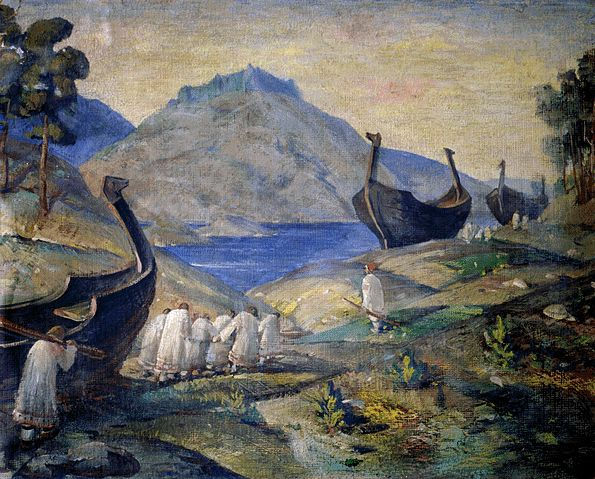
Volok by Roerich

Slavhandeln i Volgabulgariska riket syftar på den slavhandel som ägde rum i Volgabulgariska riket (i nuvarande Ryssland). 
Volgabulgariska riket ersatte Khazarriket som mellanleden mellan Europa och Mellanöstern: handeln gick från Europa och Ryssland via Vulgabulgariska riket till Khwarizm och Samaniderna i Centralasien och vidare till Abbasidkalifatet i Mellanöstern under 900- och 1000-talen. 
Det är denna handel som var föremål för Ibn Fadlans berömda skildring av vikingarnas slavhandel. 

## Historik

### Bakgrund
Efter 900 minskade slavhandeln med khazarriket kraftigt och förekomsten av dirham från Khazarerna till Europa minskade. Efter detta gick handelsleden mellan Europa och Centralasien oftare via Volgabulgariska riket och Khwarizm istället, och slavhandeln i Khazarriket ersattes av slavhandeln i Volgabulgariska riket. 
Ryska köpmän mötte regelbundet muslimska köpmän, med vilka de bytte slavar och pälsar mot silver.  
Initialt skedde dessa möten i Khazariet, men denna handel upplevde en nedgång under den politiska instabiliteten i Abbasidkalifatet känd som "Anarkin i Samarra" på 870-talet, och efter cirka 900 skedde de oftare i Volgabulgarien, där bulgarerna köpte pälsar och araberna slavar.  Samaniderna blev efter detta den främsta källan till arabiskt silver i Europa, medan slavarna fördes med karavan runt Khazarriket och vidare till Centralasien och Mellanöstern.  
Denna handel hade tidigare skett över Khazarriket och Kahzarriket gjorde därför Volgabulgarien till tributstat. 
Volgabulgarien kunde dock befria sig från khazarisk överhöghet 969, sedan dess härskare övergått till islam 922.  

### Slavhandel
Från omkring 900 återfanns abbasidiskt silver i Volgabulgarien, och rutten Volgabulgarien-Samaniderna tycks därefter ha ersatt Khazariet som mellanledet mellan Europa och Mellanöstern, som var den främsta handelsleden mellan Europa och Mellanöstern, en skiftning som tycks ha skett cirka 910. 
Från Europa och Ryssland gick vägen till Volgabulgarien och därifrån vidare till Khwarazmian och Centralasien i Samanidernas Bukhara, varifrån vägen fortsatte till Abbasiderkalifatet i Mellanöstern.
De slavar som tillfångatogs av vikingarna under deras razzior i Västeuropa, som Irland, kunde säljas på slavhandeln i Dublin, varifrån de såldes vidare till slaveri i al-Andalus,  men kunde annars transporteras till Haithabu eller Brännö vid Göta älv, och därifrån över Östersjön vidare till Volgabulgarien i Ryssland, där slavar byttes mot arabiskt silver och siden, som återfunnits i Birka, Wollin och Dublin, liksom ryskt vax och pälsar.
Slaviska slavar tillfångatogs av vikingar, madjarer och av volgabulgarerna själva, och fördes till Volgabulgarien med båt; därifrån fördes de vidare till Khwarezm och Samanidernas slavmarknad i Buchara i Centralasien, utöver en mindre del till Bysans.
Utöver slavar handlade dock Volgabulgarien även med pälsar som såldes av finno-ugriska folk i norr.

### Slavmarknad
Det fanns en viss inhemsk slavmarknad i Bulgar. Slaviska slavar uppgavs bo i en särskild del av staden, med sina egna domare.
Ibn Fadlan beskrev det inhemska slaveriet: 
"Russians are a separate tribe, their land borders the lands of Turks and Sakaliba. They are sold as slaves to Bulgars and Khazars, and also trade slaves. [...] In the Bulgar cities, since the time of [pre-Islamic] ignorance, there lived people of various origins. Amon them, there where Sakaliba and Russians. They usually lived in one particular part of the city. [...] The Sakaliba we speak of here are heathen people who serve as slaves and warriors to the King [of the Bulgars]." 
Den stora merparten av slavarna exporterades dock vidare. Från Volgabulgarien transporterades slavarna till Khwarazmian och Centralasien i Samanidernas Bukhara, varifrån vägen fortsatte till Abbasiderkalifatet i Mellanöstern. 
Den abbasidiska diplomaten Ibn Fadlan kallade 922 den volgabulgariska härskaren för saqaliba-kungen med tanke på att slavhandeln med saqaliba-slavar till kalifatet passerade genom Volgabulgarien.

### Avslut
Slavhandeln upplevde en nedgångsperiod under 1000-talet. Vikingarna hade vid denna tid övergått till kristendomen, och kunde därmed inte längre sälja kristna slavar till muslimerna. Rus-slaverna övergick även de till kristendomen vid ungefär samma tidpunkt. Slavhandeln i Volgabulgariska riket försvagades därför efter 1000-talet. Det Volgabulgariska riket krossades av Mongolväldets invasion 1236-1237.